# لی اون سانگ
لی اون سانگ (کره‌ای: 이은상؛ زادهٔ ۲۶ اکتبر ۲۰۰۲) خواننده اهل کره جنوبی است.